# 윌리엄 가건

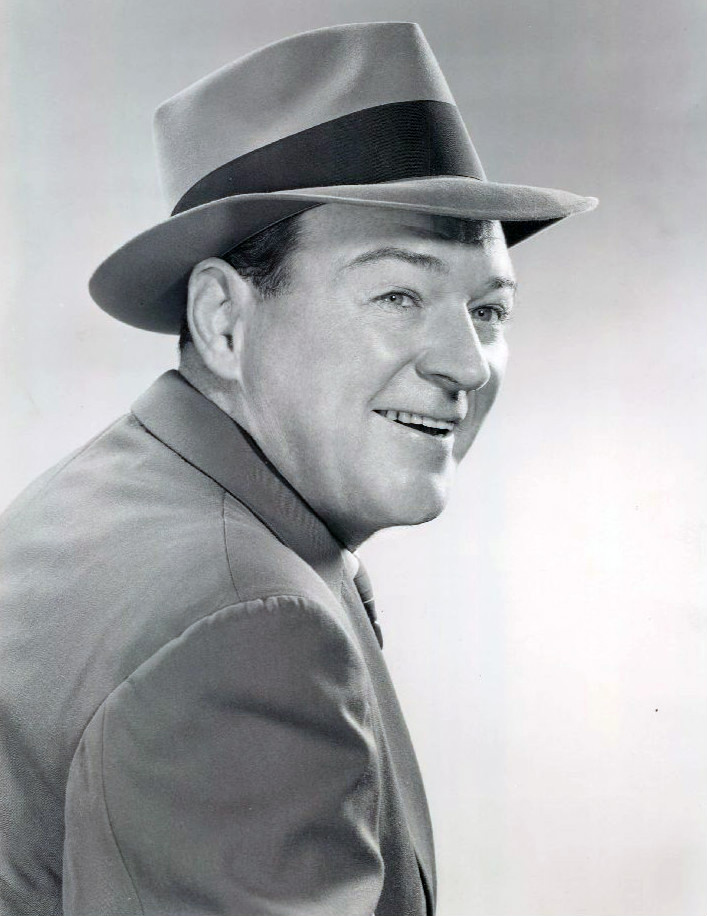

윌리엄 가건(William Gargan, 1905년 7월 17일 ~ 1979년 2월 17일)은 미국의 배우, 텔레비전 배우, 영화배우, 영화 프로듀서이다.
브루클린에서 태어났으며 뉴욕주에서 사망하였다. 사인은 심근 경색이다.

## 영화
- 틸 디 엔드 오브 타임 (1946년)
- 스웰 가이 (1946년)
- 성 메리 성당의 종 (1945년)
- 스윙 피버 (1943년)
- 미스 애니 루니 (1942년)
- 터너바웃 (1940년)
- 데이 뉴 왓 데이 원티드 (1940년)
- 브로드웨이 세레나데 (1939년)
- 유어 어 스윗하트 (1937년)
- 단 한 번뿐인 인생 (1937년)
- 나이트 플라이트 (1933년)
- 레인 (1932년)